# Сажино (Ішимський район)
Са́жино (рос. Сажино) — присілок у складі Ішимського району Тюменської області, Росія.
Населення — 113 осіб (2010, 123 у 2002).
Національний склад станом на 2002 рік:
- росіяни — 84 %